# سارا فلاحی
سارا فلاحی (زاده ۳۰ شهریور ۱۳۵۷ در ایوان - ) سیاستمدار اصول‌گرای ایرانی و نمایندۀ دوره‌های یازدهم و دوازدهم مجلس شورای اسلامی از حوزۀ انتخابیه ایلام، ایوان، شیروان، چرداول و مهران است.  وی در یازدهمین انتخابات مجلس شورای اسلامی که در ۲ اسفند ۱۳۹۸ برگزار شد با کسب ۳۶ هزار و ۹۰۹ رأی و در انتخابات دورۀ دوازدهم نیز با کسب ۳۴ هزار و ۷۲۱ رأی معادل ۲۲/۰۸ درصد کل آراء به مجلس راه یافت. 
سارا فلاحی نخستین زنی است که پس از انقلاب اسلامی ایران از استان ایلام به مجلس شورای اسلامی راه پیدا کرده است.

## مخالفت با لایحۀ حجاب و عفاف
سارا فلاحی در نشست ۳۰ خرداد ۱۴۰۲ مجلس شورای اسلامی در مخالفت با لایحۀ عفاف و حجاب صحبت کرد و محتوای آن را «ضد حق خداوند و ضد عفت عمومی» نامید و تعیین جریمه برای تخطی از آن را به معنای «قیمت گذاشتن بر روی برهنگی» دانست.